# Bernie Winters
Bernie Winters (6 de septiembre de 1932 – 4 de mayo de 1991) fue un actor y humorista británico. 

## Biografía
Nacido en Islington, Londres (Inglaterra), antes de dedicarse plenamente al mundo del espectáculo sirvió en la marina mercante, actuando posteriormente como músico en reuniones sociales como bodas y bailes.
Fue conocido por formar parte del dúo humorístico Mike and Bernie Winters junto a su hermano Mike. Más adelante también actuó en solitario, a menudo apoyándose en la compañía de su perro San Bernardo, Schnorbitz.
En octubre de 1957 la pareja actuó en el programa de televisión Six-Five Special, siendo descritos en el Daily Mirror como los principales humoristas británicos entre el público televisivo adolescente. El dúo fue recomendado a la presentadora del show, Josephine Douglas, por Tommy Steele, con quien habían actuado en una gira teatral. Los hermanos Winters dejaron el programa el mismo día que lo hizo su presentadora, el 10 de mayo de 1958.
A finales de los años setenta e inicios de los ochenta fue presentador de The Big Top Variety Show, un programa televisivo de variedades que se presentaba desde la carpa de un circo. Además, en 1984 presentó la segunda serie del concurso Whose Baby?.
Bernie Winters falleció en Londres en 1991 a causa de un cáncer de estómago. Sus restos descansan en el Crematorio de Golders Green en Londres.